# SIATT
Sistemas Integrados de Alto Teor Tecnológico (SIATT) é uma empresa brasileira fundada em 2015 e localizada no Parque Tecnológico de São José dos Campos, São Paulo com foco no mercado de alta tecnologia, em especial o de defesa e aeroespacial. Em 2017, contava com cerca de 60 funcionários, destes 40 engenheiros, e sendo 90% de todos os funcionários provenientes da Mectron.
A SIATT nasceu após o escândalo descoberto na Operação Lava Jato que afetou a Odebrecht (atual Novonor). A Mectron era uma empresa da área de defesa e que atuou de forma independente de 1991 a 2008. Em 2007, o BNDES entrou como sócio da Mectron, fomentando novos projetos e tecnologias. A partir de 2008, passou a integrar o programa que culminou no A-Darter, quando passou a crescer de forma mais acelerada, sendo adquirida pela Odebrecht em 2011. Com a entrada da Odebrecht o BNDES se retira da sociedade. A Odebrecht assegurou novos recursos à Mectron, mas causou endividamento da empresa. A partir de 2014, uma nova operação da Lava Jato atinge as empreiteiras, cortando o acesso ao crédito pela Odebrecht e levando a Mectron ao colapso.
Em 2015, os sócios originais da Mectron se retiram da empresa e fundam a SIATT. O objetivo original era recomprar a sua participação na Mectron mas, quando percebeu-se a inviabilidade, focaram em recomprar alguns dos seus ativos, adquirindo os programas MSS 1.2 AC e o MANSUP em 2017, possibilitando acesso a toda a propriedade intelectual, equipamentos, laboratórios e estoques mas, principalmente, às equipes participantes destes projetos. No entanto, a participação da Mectron no A-Darter foi transferida para Avibras e Opto Eletrônica.
Em setembro de 2023 o Grupo EDGE, dos Emirados Árabes Unidos, adquiriu participação de 49,9% do capital social da SIATT,  representando 40% do capital votante. Os demais 50,1% do capital social representam 60% do capital votante, e permaneceu nas mãos de acionistas nacionais, fundadores da SIATT: Rogério Salvador, Azhaury Cunha, Carlos Alberto, Ricardo Ramalho, Robson Duarte, Wagner Amaral e Wanderley Dumont.
A SIATT firmou um contrato de US$350 milhões com o governo dos Emirados Árabes Unidos em setembro de 2024, intermediado pelo Edge Group. Antes da entrada do Edge Group, a SIATT não realizava exportações de seus produtos. Os investimentos da Edge na SIATT já alcançaram US$ 1 bilhão.

## Produtos
- MSS-1.2: míssil anticarro terra-terra com guiagem à laser e médio alcance (3 km).
- MANSUP: anteriormente MAN-1, míssil antinavio em desenvolvimento.